# لوين
لوين (بالألمانية: Leun) هي بلدة، مدينة و بلدة ألمانية تقع في ألمانيا في Lahn-Dill-Kreis. يقدر عدد سكانها بـ 5,984 نسمة .

## المدن التوأمة
مدن Rastenberg و Feytiat هي مدن توأمة لـلوين.

## أعلام
- هارالد تورنر